# Signature en télédétection
Pour les articles homonymes, voir Signature (homonymie).
La signature est l'ensemble des éléments qui permettent de caractériser la présence, le type, ou l'identité d'un objet par un capteur.

Elle dépend donc des phénomènes physiques utilisés (ondes électromagnétiques - hertziennes, visibles, infra-rouge, etc.- ou mécaniques -acoustiques, etc.), du type de traitement effectué (imagerie 1-D, 2-D ou 3-D, analyse en bande large ou en bande étroite, extraction automatique, etc.) et du principe de fonctionnement du capteur (actif -illuminant la cible et analysant le signal réfléchi ou réémis-, passif -utilisant une illumination naturelle ou un signal émis spontanément- ou interception -espionnant le signal émis par un capteur de la cible).
Dans un domaine scientifique tel l'astronomie, une telle signature peut s'appeler observationnelle.
Dans les domaines (militaires ou civils) aéronautique ou naval, la détection de cibles peut se faire à la suite de la recherche de :

## Signature radar
La signature radar est la section réfléchie par un objet lorsqu'il est illuminé par le faisceau d'un radar,.
Chaque véhicule, avion, hélicoptère ou navire, possède deux signatures, une signature typique de sa catégorie (un char Leclerc aura une signature différente d'un char Abrams) qui permet d'identifier la classe de l'appareil détecté et une signature propre qui permettra de savoir si un objet détecté fait partie des ennemis ou des alliés (voir aussi IFF).
Pour un observateur placé devant lui, un hélicoptère présente une signature asymétrique formée de la cellule et de la pale avançante plus marquée que la pale reculante.
Chaque véhicule (avion ou hélicoptère) de combat a une signature caractéristique que l'on cherche à minimiser (avion furtif) par l'emploi de matériaux absorbants et de lignes brisées par exemple au niveau entrées d'air des moteurs.

## Signature acoustique
La signature acoustique d'un navire de surface ou d'un submersible est sa carte d'identité. Ici aussi, nous pouvons trouver 2 types de signature. La première est typique de la classe de sous-marin (ou navire de surface) auquel le navire détecté appartient (cela se justifie par le fait qu'étant construits les uns après les autres, les navires emportent les mêmes types d'appareillages de propulsion ou de génération d'énergie ce qui les rend reconnaissables). La seconde est la signature typique d'un navire ou sous-marin ; cette signature diffère de celle des autres navires de sa classe de par les particularités du navire. Par exemple, une hélice moulée d'une façon un peu différente ou avec un défaut sur une des pales rendra ce navire identifiable par rapport aux autres de sa classe qui ne présentent pas cette signature particulière.

## Signature thermique
La signature thermique est la température d'un véhicule telle que mesurée par un capteur de rayonnement infrarouge (caméra thermique). Il s'agit généralement de la température des gaz de combustion en sortie de tuyère dans le cas des aéronefs, mais ceci s'applique aussi par exemple aux chars de combat. Elle doit être connue avec précision pour pouvoir distinguer la cible recherchée parmi d'autres sources de rayonnement IR comme le soleil ou des leurres.
Réduction de la signature thermique voir l'article furtivité.